# مستر أولمبيا 1966
بطولة مستر أولمبيا 1966 هي النسخة الثانية من بطولة مستر أولمبيا للمحترفين بكمال الأجسام، أقيمت نهائياتها في 29 سبتمبر 1966، بمدينة نيويورك الأمريكية.

## نظرة عامة
كانت المنافسة هذا العام بين كل من لاري سكوت، وهارولد بول.

## النتائج الكاملة
| المركز | الاسم         | الدولة           |
| ------ | ------------- | ---------------- |
| 1      | لاري سكوت     | الولايات المتحدة |
| 2      | هارولد بول    | الولايات المتحدة |
| 3      | تشاك سايبس    | الولايات المتحدة |
| 4      | سيرجيو أوليفا | كوبا             |

 = يحمل لقب مستر أولمبيا من سنوات سابقة.